# Kujawsko-Pomorskie Towarzystwo Kulturalne
Kujawsko-Pomorskie Towarzystwo Kulturalne – stowarzyszenie kulturalne w Bydgoszczy, istniejące w latach 1961–2008.

## Działalność
Kujawsko-Pomorskie Towarzystwo Kulturalne zajmowało się promocją kultury regionalnej, popularyzowaniem wiedzy o regionie, rozwijaniem różnych form twórczości amatorskiej oraz  pielęgnowaniem kultury ludowej i folkloru.
Najważniejszą dziedziną działalności Towarzystwa były publikacje książkowe (kilkaset pozycji). KPTK specjalizowało się w monografiach miast i regionów oraz książkach o ludziach zasłużonych dla lokalnych społeczności. Blisko połowa wydawnictw to tomiki poezji i almanachy.

## Historia
Kujawsko-Pomorskie Towarzystwo Kulturalne powstało 3 grudnia 1961 w Bydgoszczy w odpowiedzi na zapotrzebowanie na organizację koordynującą działalność lokalnych stowarzyszeń społeczno-kulturalnych na terenie województwa bydgoskiego. Prezesem towarzystwa wybrano posła na Sejm, przewodniczącego WRN Aleksandra Schmidta. Jako kluczową działalność KPTK ustanowiono animację życia kulturalnego w regionie oraz opiekę nad amatorską i zawodową twórczością artystyczną. W latach 70. w KPTK sfederowanych było ok. 40 lokalnych towarzystw kulturalnych na Kujawach i Pomorzu.
W ramach Towarzystwa wyodrębniono sekcje: wydawniczą, plastyki i wystaw, muzyczną, literacko-odczytową, bibliofilską, twórczości ludowej, filmową, amatorskiego ruchu artystycznego i inne. Do głównych osiągnięć Towarzystwa należał rozwój społecznych ognisk artystycznych, promocja twórczości lokalnych twórców ludowych oraz rozwój festiwali kulturalnych na terenie regionu. Organizowano liczne imprezy kulturalno-oświatowe: spotkania literackie, koncerty muzyczne, wystawy, sesje popularnonaukowe i regionalne np. Wiosna na Pałukach w Szubinie, Dni Borów Tucholskich, Dni Krajny w Nakle itd. Drogą konkursu wybrano herb ziemi bydgoskiej, który został przyjęty jako znak KPTK. Zwycięzcą konkursu był plastyk Zygfryd Nowicki.
W 1964 zainaugurowano działalność wydawniczą, w której poczesne miejsce zajmowała tematyka regionalna. Przez szereg lat (lata 60. i 70.) KPTK było obok oddziału Wydawnictwa Morskiego, jedynym rodzimym wydawnictwem w Bydgoszczy. W 1965 zainicjowano wydawanie cyklicznego „Rocznika Kulturalnego Kujaw i Pomorza”, w którym publikowano materiały dotyczące historii, kultury, tradycji ludowej, twórców, nauki, literatury itp. W latach 80. XX w. preferowano literaturę piękną, a na łamach KPTK debiutowało wielu młodych twórców i poetów.
Do ważniejszych pozycji KPTK należały m.in. monografie miast i powiatów (Kcynia, Fordon, Tuchola), pierwszy atlas województwa bydgoskiego (1973), „Bydgoski słownik biograficzny”, bydgoskie leksykony: teatralny, operowy i muzyczny, poezja, proza i eseistyka z cyklu „Biblioteka Oddziału Bydgosko-Toruńskiego Stowarzyszenia Pisarzy Polskich”, monografie sztuki ludowej: Kaszub, Kujaw i Pałuk oraz prace monograficzne dotyczące twórczości artystów plastyków. W latach 90. XX w. zgromadzone przez KPTK eksponaty sztuki ludowej włączono do zbiorów Muzeum Okręgowego im. Leona Wyczółkowskiego.
17 września 2008 Towarzystwo zostało wykreślone z rejestru Stowarzyszeń (KRS)